# Киверцовский деревообрабатывающий комбинат
Киверцовский деревообрабатывающий комбинат — промышленное предприятие в городе Киверцы Волынской области.

## История
В 1902 году возле узловой станции Киверцы Волынской губернии Российской империи начал работу лесопильный завод.
В ходе первой мировой войны Киверцы оказались в прифронтовой зоне и деятельность предприятий осложнилась. В ноябре 1917 года здесь была провозглашена Советская власть, но уже в марте 1918 года Киверцы были оккупированы немецкими войсками (которые оставались здесь до ноября 1918 года), а затем оказались в зоне боевых действий гражданской войны. В мае 1919 года Киверцы заняли польские войска. В ходе советско-польской войны в июле 1920 года Киверцы заняла 24-я стрелковая дивизия РККА, после чего железнодорожники и рабочие лесопильного завода организовали здесь ревком, под руководством которого начался ремонт железной дороги. После подписания в 1921 году Рижского мира Киверцы остались в составе Польши.
В 1920е годы условия работы на лесопильном заводе были тяжёлыми, и в ноябре 1924 года рабочие завода начали забастовку, потребовав повышения заработной платы, улучшения условий труда и запрета физических наказаний. Их требования не выполнили. В апреле 1926 года под руководством коммунистов рабочие начали новую забастовку, и владелец предприятия был вынужден повысить заработную плату на 10 %.
Начавшийся в 1929 году экономический кризис осложнил положение в Польше. В феврале 1934 года в Киверцах началась новая забастовка, в которой участвовали 300 рабочих лесопильного завода. 1 мая 1934 года вместе с другими местными жителями они участвовали в первомайской демонстрации (одним из требований которых было освобождение шести ранее арестованных участников забастовки).
В сентябре 1939 года в Киверцах была установлена Советская власть, на всех промышленных предприятиях были введены 8-часовой рабочий день и система социального обеспечения.
В ходе Великой Отечественной войны с 2 июля 1941 до 1 февраля 1944 года посёлок был оккупирован немецкими войсками, в 1944 году одновременно с восстановлением райцентра началось восстановление лесопильного завода и леспромхоза. Сначала на лесопильном заводе имелось только три примитивные пилорамы, но в дальнейшем предприятие получило дополнительное оборудование.
В соответствии с четвёртым пятилетним планом восстановления и развития народного хозяйства СССР в Киверцах началось развитие деревообрабатывающей отрасли. В 1952 году здесь действовали смоло-скипидарный завод, лесопильный завод и мебельная фабрика, в результате объединения которых в единое предприятие был создан Киверцовский деревообрабатывающий комбинат.
Семилетний план (1959—1965 гг.) комбинат завершил досрочно. В сентябре 1965 года на пленуме ЦК КПСС было принято решение о дальнейшем развитии предприятия, в результате расширения и реконструкции комбината были построены два новых цеха.
По состоянию на начало 1970 года комбинат выпускал 34 наименования продукции (паркет, мебель, древесно-стружечные плиты, деревянные винные бочки и др.), которая использовалась в СССР и экспортировалась в другие страны. В частности, изготовленный здесь паркет использовался в Московском университете им. М. В. Ломоносова и Дворце культуры в Варшаве.
В 1975 году комбинат вошёл в состав областного объединения деревообрабатывающей промышленности «Волиньдерев».
В целом, в советское время деревообрабатывающий комбинат входил в число крупнейших предприятий города.
В мае 1995 года Кабинет министров Украины утвердил решение о приватизации комбината, после чего государственное предприятие было преобразовано в открытое акционерное общество, а затем — в частное предприятие.